# Sudbury (Vermont)
Pour les articles homonymes, voir Sudbury.
Sudbury est une ville de l'État américain du Vermont, située dans le comté de Rutland.